# Eremisca aestivalis
Eremisca aestivalis är en tvåvingeart som beskrevs av Pavel Lehr 1964. Eremisca aestivalis ingår i släktet Eremisca och familjen rovflugor. Inga underarter finns listade i Catalogue of Life.